# Víctor Valdés
Víctor Valdés i Arribas (født 14. januar 1982 i L'Hospitalet de Llobregat, Spanien), er en spansk fodboldspiller, der tilbragte det meste af sin karriere hos FC Barcelona. Han var også tilknyttet Manchester United, Middlesbrough og Standard Liege.
Valdés er den mest succesfulde målmand i FC Barcelonas historie, med fire spanske mesterskaber, én Copa del Rey-titel og tre Champions League-titler. Han har været klubbens førstemålmand siden 2003-04.

## Landshold
Valdés spillede desuden 20 kampe for Spaniens landshold, som han debuterede for 3. juni 2010 i en venskabskamp mod Sydkorea. Han var efterfølgende en del af den spanske trup der blev verdensmestre ved VM i 2010 i Sydafrika. Ved hele turneringen var han dog reserve for førstevalget Iker Casillas.

## Titler
La Liga
- 2005, 2006, 2009 og 2010 med FC Barcelona

Copa del Rey
- 2009 med FC Barcelona

Supercopa de España
- 2005, 2006, 2009 og 2010 med FC Barcelona

Champions League
- 2006, 2009 og 2011 med FC Barcelona

UEFA Super Cup
- 2009 med FC Barcelona

VM for klubhold
- 2009 med FC Barcelona

- 2012 med Spanien

VM
- 2010 med Spanien